# Aviavilsa
Aviavilsa war eine litauische Frachtfluggesellschaft mit Sitz in Vilnius und Basis auf dem Flughafen Vilnius.

## Geschichte
Aviavilsa wurde 1998 gegründet und nahm den Betrieb 1999 auf.
Sie führte Frachtflüge im Linien- und Charterdienst durch. Zudem wurden Wartungsdienstleistungen für andere Betreiber der Antonow An-26 angeboten.
Der Betrieb wurde 2018 eingestellt.

## Flotte

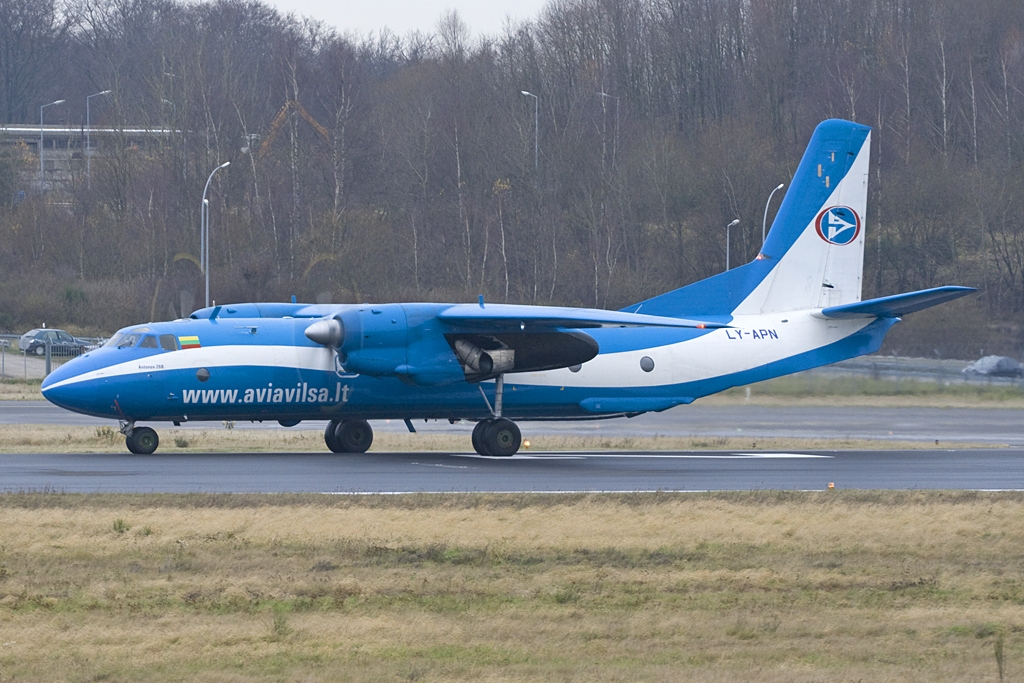
Antonow An-26B der Aviavilsa im Jahr 2007

Mit Stand Juni 2017 besitzt Aviavilsa keine eigenen Flugzeuge.
In der Vergangenheit wurden unter anderem folgende Flugzeugtypen eingesetzt:
- Antonow An-26B
- ATR 42-300F
- Iljuschin Il-76